# Fiamma Benítez
Fiamma Benítez Ianuzzi, oder einfach nur Fiamma (* 19. Juni 2004 in Dénia, Provinz Alicante), ist eine spanisch-argentinische Fußballspielerin.

## Karriere

### Vereine
Von deren C-Mannschaft wechselte sie zur Saison 2019/20 erst in die B-Mannschaft von Levante. Zur Saison 2021/22 stieg sie in die erste Mannschaft auf. Seit der Spielzeit 2022/23 steht sie beim FC Valencia unter Vertrag.

### Nationalmannschaft
Mit der spanischen U19 gewann sie die Europameisterschaft 2022 und nahm mit der U20 an der Weltmeisterschaft 2022 teil und gewann dort ebenfalls mit ihrer Mannschaft das Turnier.
Ihr Debüt in der A-Nationalmannschaft hatte sie am 11. November 2022 bei einem 7:0-Freundschaftsspielsieg über Argentinien. Dort wurde sie zur 54. Minute für Maite Oroz eingewechselt. Weitere Einsätze kamen dann in den nächsten Monaten hinzu, wie auch die Teilnahme am Cup of Nations 2023. Bei der Weltmeisterschaft 2023 schaffte sie es aber nicht über den vorläufigen Kader hinaus.